# Imperio sueco
Suecia fue una de las grandes potencias europeas del siglo XVII. En la historiografía moderna esta época es conocida como la del Imperio sueco o stormaktstiden (en español: «La era del gran poder» o «La era del poderío»).

## La paz de Westfalia
A la conclusión de la guerra de los Treinta Años, la Paz de Westfalia de 1648 otorgó a Suecia ciertos territorios como indemnización de guerra. Suecia exigió en las negociaciones los territorios de Silesia y Pomerania Sueca (bajo dominio sueco desde hacía veinte años) y una indemnización monetaria de 20 millones de riksdaler. Las aduanas pomeranas eran las que más rendían de todo el Báltico, y Suecia también había gestionado temporalmente las de Prusia a mediados de la década de 1620.
Los representantes suecos, Axel Oxenstierna y Johan Banér, obtuvieron para Suecia: 
- Pomerania Sueca Superior, más las islas de Rügen y Usedom;
- Un fragmento de la Pomerania Inferior al este del Oder, inclusive las poblaciones de Stettin,[1] Garz, Damm y Gollnow;
- La isla de Wollin y los derechos de sucesión sobre el resto de la Pomerania Inferior en caso de extinción de los Hohenzollern de Brandeburgo;
- La ciudad de Wismar con los distritos de Poel y Neukloster;
- Los obispados secularizados de Bremen-Verden, más la ciudad de Wildeshausen
- 5 millones de riksdaler.

Estos territorios serían administrados como posesiones suecas o feudos del Sacro Imperio Romano Germánico. Esto le concedía a Suecia un voto en la Dieta Imperial, además de la administración del Círculo Imperial de la Baja Sajonia, alternándose con Brandeburgo-Prusia.
Francia y Suecia se convirtieron en garantes del tratado junto al Emperador, como se decidió en el congreso ejecutivo de Núremberg de 1650.

## Trasfondo histórico

Suecia en la cúspide de su expansión territorial, tras el Tratado de Roskilde (1658).
Suecia-Finlandia (Suecia verdadera)
Condado de Kexholm
Ingria
Estonia
Livonia
Pomerania, Bremen-Verden
Escania, Gotland, Bohuslän
Trøndelag
Härjedalen

Suecia ganó posesiones pequeñas y dispersas como resultado de dieciocho años de guerra, pero se aseguró el control de tres ríos principales del norte de Alemania —el Oder, el Elba y el Weser— además de derechos de aranceles sobre dichas arterias comerciales. Las dos principales razones de sus pequeñas ganancias territoriales fueron la reticencia de Francia y la impaciencia de la reina Cristina de Suecia. Como resultado de la intervención sueca, se aseguró la libertad religiosa para los protestantes en Europa, el mayor logro político de Suecia, que la convirtió en abanderada del protestantismo continental durante setenta años, hasta que se produjo el colapso del Sacro Imperio Romano Germánico.
El ascenso de Suecia al rango de poder imperial implicaba que debía continuar siendo una monarquía militar, armada ante posibles emergencias. La pobreza y escasa población de Suecia hacían que el país no estuviera preparado para adoptar un estatus imperial. Sin embargo, a mediados del siglo XVII, con Francia como firme aliada, la incompatibilidad entre su poder y sus pretensiones no resultaba tan obvia. La guerra expansionista, que llevó al país a apoderarse en apenas cincuenta años de Ingria y Carelia —arrebatadas a Rusia—, de Estonia y Livonia —conquistadas a Polonia-Lituania— y de Stralsund y Stettin —que dominaban la desembocadura del Óder— y Bremen —que le permitió señorearse del bajo Elba y Weser— y de Wismar —importante también para controlar el Elba y amenazar Dinamarca desde el sur— se debió a diversos factores, tanto políticos como económicos. Por un lado, era casi la única actividad en la que el rey gozaba de amplios poderes, pues en política interior estaba sujeto al control nobiliario que se ejercía mediante la Dieta y el Senado, y por otro, la pobreza del suelo sueco y la dureza del clima hacían que la única «industria» nacional fuese la guerra que aportaba, en caso de resultar favorable, botín, impuestos de nuevas provincias y cargos para la aristocracia.

## Consolidación estatal

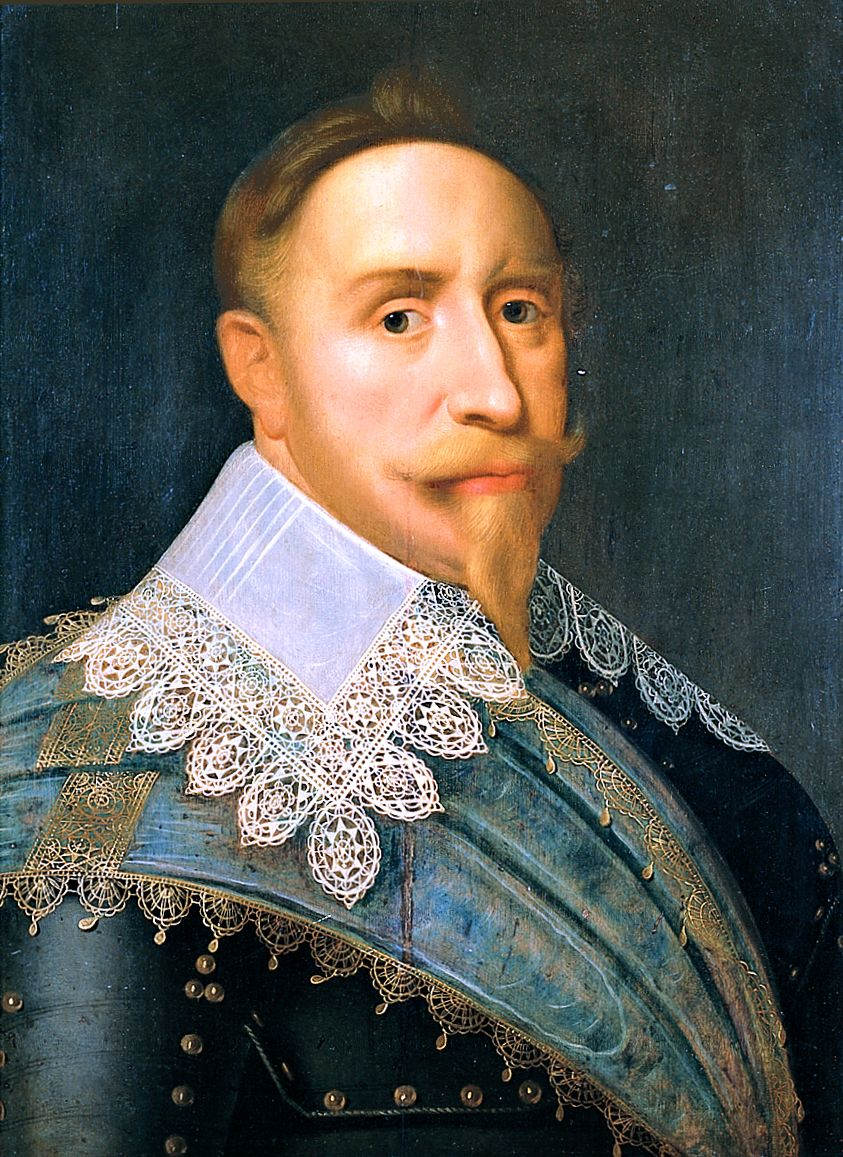
Retrato del rey Gustavo II Adolfo.

Retrato de la reina Cristina de Suecia.

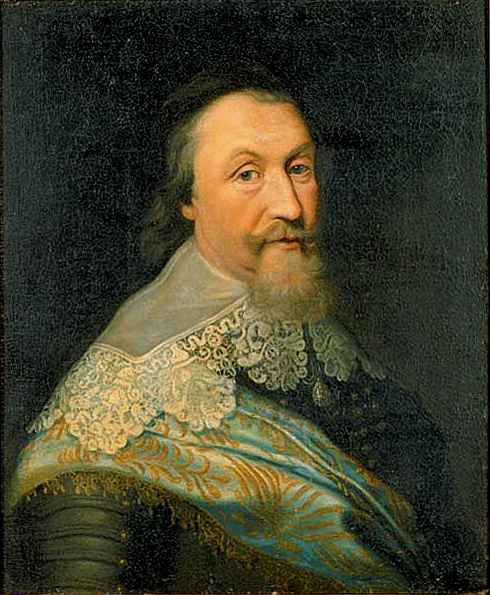
Canciller Axel Oxenstierna.

Por el momento, Suecia mantenía una tenue posición de liderazgo. Un gobierno cuidadoso permitiría el dominio permanente de la costa del Mar Báltico, pero dejaba poco espacio para errores. Desafortunadamente, la inexperiencia de los dos sucesores inmediatos de Gustavo II Adolfo, Cristina de Suecia y Carlos X Gustavo, presentó grandes dificultades para el naciente imperio.
Bajo el reinado de la reina Cristina, el explorador Peter Minuit fundó el 29 de marzo de 1638 Nueva Suecia, una pequeña colonia sueca en la costa oriental de Norteamérica, que incluía partes de los actuales Estados norteamericanos de Delaware, Nueva Jersey y Pensilvania. El principal pueblo de la colonia era Fuerte Cristina, nombrada en honor de la reina Cristina de Suecia. Cerca de seiscientos colonos suecos se establecieron en esa zona ese año. Más adelante, este pueblo se convirtió en la actual ciudad de Wilmington (Delaware). El control sueco sobre la región duró diecisiete años; en septiembre de 1655, bajo la dirección del gobernador Johan Rising, Nueva Suecia fue atacada por la vecina colonia neerlandesa de Nuevos Países Bajos y anexada a esta última.
La situación financiera debida a la paz llevó al Estado al borde de la bancarrota en tiempos de Cristina. Paradójicamente, el fin de la guerra de los Treinta Años eliminó dos de las principales fuentes de ingresos para la hacienda sueca: los subsidios franceses y las contribuciones alemanas. Los ingresos habituales de la Corona, como los debidos a las minas, no bastaban para sufragar los gastos estatales de un país que por entonces había superado el millón de habitantes y era ya una gran potencia europea. Los ingresos procedentes de las aduanas tampoco compensaban verdaderamente los gastos militares que causaban las guarniciones y los que se requerían para recaudarlos. La cesión que la Corona había hecho a la nobleza de tierras y vasallos para premiar su participación en las guerras, había suscitado el descontento de los campesinos, opuestos a la servidumbre que imponía la aristocracia en sus propiedades. Estas dificultades económicas despertaron el descontento público previamente a su abdicación. Los suecos temían que la grandeza externa y artificial de su país pudiera ser comprada con la pérdida de sus libertades civiles y políticas. Para evitar la guerra civil del campesinado contra la nobleza, la Corona optó por renovar la guerra exterior, en especial tras la abdicación de Cristina en su primo Carlos Gustavo.
Fue, empero, durante el reinado de Cristina (1645), cuando los suecos obtuvieron de Dinamarca la cesión del sur de la península escandinava (Tratado de Brömsebro) que les dio acceso al estratégico estrecho de la Sonda y a sus lucrativos aranceles, provenientes de la tributación del intenso comercio entre el Báltico y la Europa occidental.
Carlos X Gustavo fue un sólido árbitro entre el pueblo y la nobleza. Principalmente un soldado, dirigió su ambición hacia la gloria en combate, pero también se trataba de un hábil político: Al tiempo que reforzaba el poderío militar, entendió que era necesaria una mayor unidad interna para ejercer una firme política exterior.
La cuestión interior más acuciante que resolver era la Reduktion, o restitución de tierras de la Corona. En el Riksdag de Estados de 1655, el rey propuso que aquellos nobles en posesión de tierras de la corona debían o pagar una suma anual de 200 000 riksdaler como arriendo por las mismas, o devolver un cuarto de la propiedad, con un valor aproximado de 800 000 riksdaler. La nobleza, deseosa de evitar los impuestos, estipuló que la ley no tuviera valor retroactivo más atrás de 1632, fecha de la muerte de Gustavo II Adolfo.
El tercer estado, abrumado por impuestos, protestó ante esta decisión, y la dieta hubo de ser suspendida. El rey intervino, no para reprimir a las masas, como insistía el Parlamento, sino para pedir a la nobleza que hiciera concesiones. Propuso un comité especial para investigar el problema antes de la reunión del siguiente Consejo del reino o Riksdag, y una contribución proporcional que debía ser pagada por todas las clases hasta ese momento. Ambos grupos se mostraron de acuerdo.
Carlos X Gustavo hizo lo posible para recuperar al país de la inexperiencia financiera de Cristina; sin embargo, su propio deseo de gloria militar originó grandes problemas al imperio. En tres días, persuadió al Consejo del reino de la conveniencia de un ataque a Polonia. Partió desde Estocolmo en dirección a Varsovia, el 10 de julio de 1654, obteniendo finalmente mayor gloria personal que beneficios para su reino. La guerra con Polonia (ver Carlos X Gustavo) pronto cobró mayores dimensiones y se convirtió en una guerra a nivel europeo.
En 1659, Carlos X Gustavo atacó sorpresivamente a Dinamarca y emergió triunfante, logrando grandes ventajas para su reino en el Tratado de Roskilde, para morir posteriormente por enfermedad. Tras su muerte, el país quedó en manos de su viuda Eduviges Leonor de Holstein-Gottorp y cinco funcionarios, como regentes ante la minoría de edad de su hijo Carlos XI, de cuatro años de edad. El gobierno sueco buscó rápidamente la paz con los numerosos enemigos de Suecia, entre los que ahora se contaban el Zarato Ruso, Polonia, Brandeburgo y Dinamarca.

## La Paz de Oliva

Suecia en 1658, tras el Tratado de Roskilde.

La Paz de Oliva, firmada el 3 de mayo de 1660, acabó con el largo conflicto contra Polonia. Durante las diferentes guerras mantenidas, Polonia había perdido aproximadamente un tercio de su población total, además de su estatus como gran potencia. La mediación francesa permitió acabar también con los desacuerdos entre Suecia y el conde elector de Brandeburgo: este tratado confirmó la posesión sueca de Livonia y la soberanía del elector sobre Prusia Oriental. El rey de Polonia, por su parte, renunció a todo derecho sobre la Corona sueca. Por el tratado se exigía además al Reino de Dinamarca y Noruega que reabriera las negociaciones con el Imperio sueco.
Tras el Tratado de paz de Copenhague (27 de mayo de 1660), el Reino de Dinamarca y Noruega cedía a Suecia las provincias de Escania, Blekinge y Halland, recibiendo a cambio la provincia de Trøndelag y la isla de Bornholm, rendidas dos años antes por el Tratado de Roskilde. Dinamarca-Noruega también se vio obligada a reconocer la independencia del ducado de Holstein-Gottorp. La guerra ruso-sueca (1656-1658) finalizó con la Paz de Kardis (2 de julio de 1661) en el Tratado de Stolbovo. Por este tratado, el zar rendía a Suecia las provincias bálticas de Ingria, Estonia y Kexholm. 
De este modo, Suecia emergió de la guerra no solo como una potencia militar, sino también como uno de los Estados más extensos de Europa, cuyo territorio era dos veces mayor que el de la Suecia actual. El área continental de Suecia comprendía 440 000 km², 18 000 km² mayor que el Imperio alemán a comienzos del siglo XX. 
Durante el siglo XVII, el mar Báltico conformaba el canal principal de comunicaciones entre los diferentes dominios de Suecia. Todas las islas del Báltico, exceptuando el archipiélago danés, pertenecían a Suecia. Los estuarios de todos los ríos principales de Alemania se hallaban bajo control sueco, que también poseía dos tercios del lago Ladoga.
Estocolmo, la capital, se encontraba en el centro geográfico del Imperio, cuya segunda ciudad en importancia era Riga, al otro lado del mar. Sin embargo, el imperio contenía menos de un tercio de la población de la Suecia moderna (2 500 000 personas, con una densidad de 5,6 personas por km²). Más aún, las fronteras suecas dividían grupos étnicos, con poderosos vecinos esperando la oportunidad de reunirlos.

## Derrota danesa

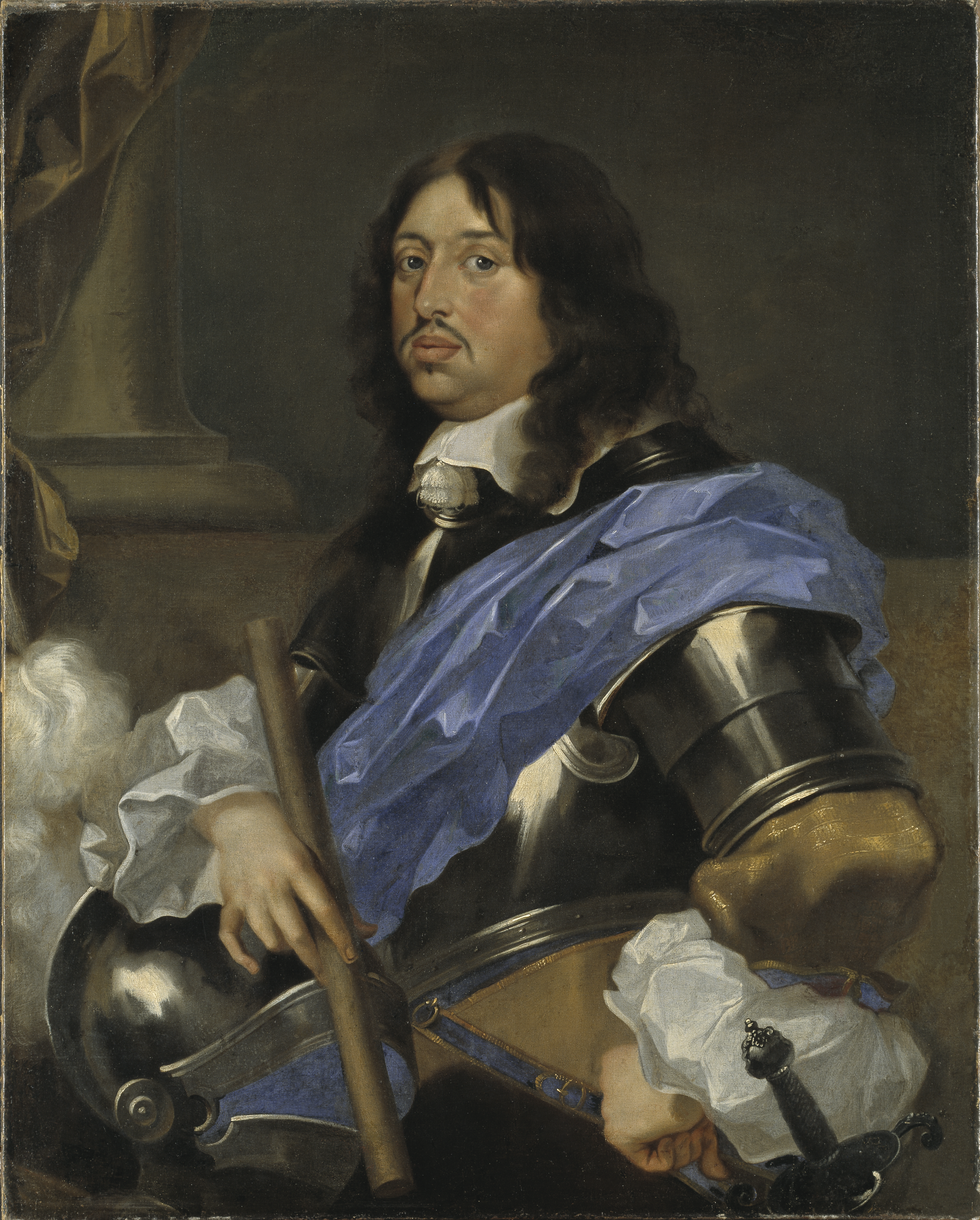
El rey Carlos X Gustavo de Suecia.

Suecia había ganado una influencia política considerable en el Viejo Continente, que sin embargo se veía ensombrecida por la pérdida de prestigio moral. Tras la ascensión de Carlos X al trono en 1655, los vecinos de Suecia podían haberse convertido en poderosos aliados. Sin embargo, las pérdidas territoriales, combinadas con la pérdida de libertades religiosas aflojaron sus lazos con Suecia. Cinco años más tarde, a la muerte de Carlos X, Suecia se había ganado el odio de los estados fronterizos, por su laxitud en la defensa del protestantismo. El intento de Carlos de ganarse el favor de los electores de Brandeburgo por medio de la división de Polonia, su política original, creó un nuevo rival en el sur tan peligroso como el Reino de Dinamarca al oeste.
En 1660, tras cinco años de guerra, Suecia había conseguido la paz y la oportunidad de organizar y desarrollar el nuevo imperio. Sin embargo, la regencia de 15 años que siguió a la muerte de Carlos X fue incapaz de manejar la situación que se les presentaba. La administración sufría de divisiones internas y carencia de talento. Los grandes rivales eran el partido militar-aristocrático, dirigido por Magnus Gabriel De la Gardie, y el partido de la paz y la economía de Johan Gyllenstierna. El grupo aristocrático prevaleció, trayendo consigo un desprestigio moral que se hizo notorio para sus vecinos. La administración se caracterizaba por su lentitud y despreocupación, lo que conllevó a una negligencia total en sus tareas. Aparte de esto, la corrupción del gobierno llevó a Suecia a ser contratada por potencias externas. Esta «política de subsidio» data desde el Tratado de Fontainebleau de 1661, cuando Suecia, a cambio de una considerable suma monetaria, apoyó al candidato francés al trono polaco. Suecia se encontraba a dos aguas entre Luis XIV de Francia y sus adversarios para controlar los Países Bajos Españoles. La facción antifrancesa se erigió triunfante, y en abril de 1668, Suecia se unió a la Triple Alianza, que acabó con las ganancias territoriales francesas del tratado de Aquisgrán. Durante los siguientes cuatro años, Suecia se mantuvo leal a la Alianza, pero en 1672 Luis XIV consiguió aislar a la República de Flandes, ganándose de nuevo a Suecia para su bando.
Por el Tratado de Estocolmo, el 14 de abril de 1672, Suecia firmó un compromiso con los franceses para proteger Holanda de reclamaciones alemanas, a cambio de 400 000 Riksdaler por año de paz, y 600 000 por año de guerra.

## La guerra escanesa

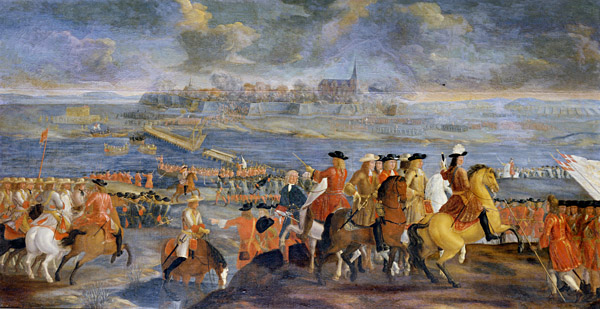
Los daneses capturan Kristianstad en Escania en 1676. Pintura de Claus Møinichen.

En 1674, Luis XIV exigió a Suecia, en virtud de su alianza, que atacara Brandeburgo. En mayo de 1675, un ejército sueco avanzó hacia la Marca, pero fue derrotado en la batalla de Fehrbellin el 18 de junio y se retiró a Demmin. El combate de Fehrbellin no pasó de una  escaramuza, cuyas bajas reales ascendían a menos de seiscientos hombres, pero fue un golpe de efecto a la aparente invulnerabilidad de Suecia. Esto propició que sus países vecinos le atacaran en lo que fue conocido como la guerra escanesa.
El imperio comenzó a tambalearse. En 1675, Pomerania y el Ducado de Bremen fueron arrebatados de manos suecas por Brandeburgo-Prusia, Austria y Dinamarca. En diciembre de 1677, el príncipe elector de Brandeburgo capturó Stettin. Stralsund cayó el 15 de octubre de 1678. La última posesión de Suecia al otro lado del Báltico, Greifswald, se perdió el 5 de noviembre. La alianza defensiva con Juan III de Polonia quedó en papel mojado tras la derrota y aniquilación del poder naval sueco en las batallas de Öland (17 de junio de 1676) y de Fehmarn (junio de 1677), y las dificultades del rey polaco.
Gracias a los éxitos militares del joven rey en Escandinavia y la actividad diplomática de Luis XIV, se instauró un congreso de guerra en marzo de 1677 en Nijmwegenin. A comienzos de abril de 1678, el rey francés dictó los términos de la paz. Una de sus principales condiciones fue la restitución completa de Suecia, ya que necesitaba un poderoso aliado en el Mar Báltico. Carlos XI rehusó cualquier tipo de concesión territorial a sus enemigos, por lo que el rey francés decidió negociar en nombre de Suecia sin su consentimiento. Por los tratados de Nimega del 7 de febrero y de St. Germain, el 29 de junio de 1679, Suecia recuperó la totalidad de sus territorios en Alemania. El 2 de septiembre, en la paz de Fontainebleau fue confirmada seguidamente por la Paz de Lund (4 de octubre de 1679). Dinamarca fue obligada a ceder las tierras conquistadas de vuelta a Suecia.
Aunque Suecia nunca hubiera conseguido estas concesiones actuando sola, Carlos XI guardó un creciente resentimiento contra Luis XIV.

## Carlos XI

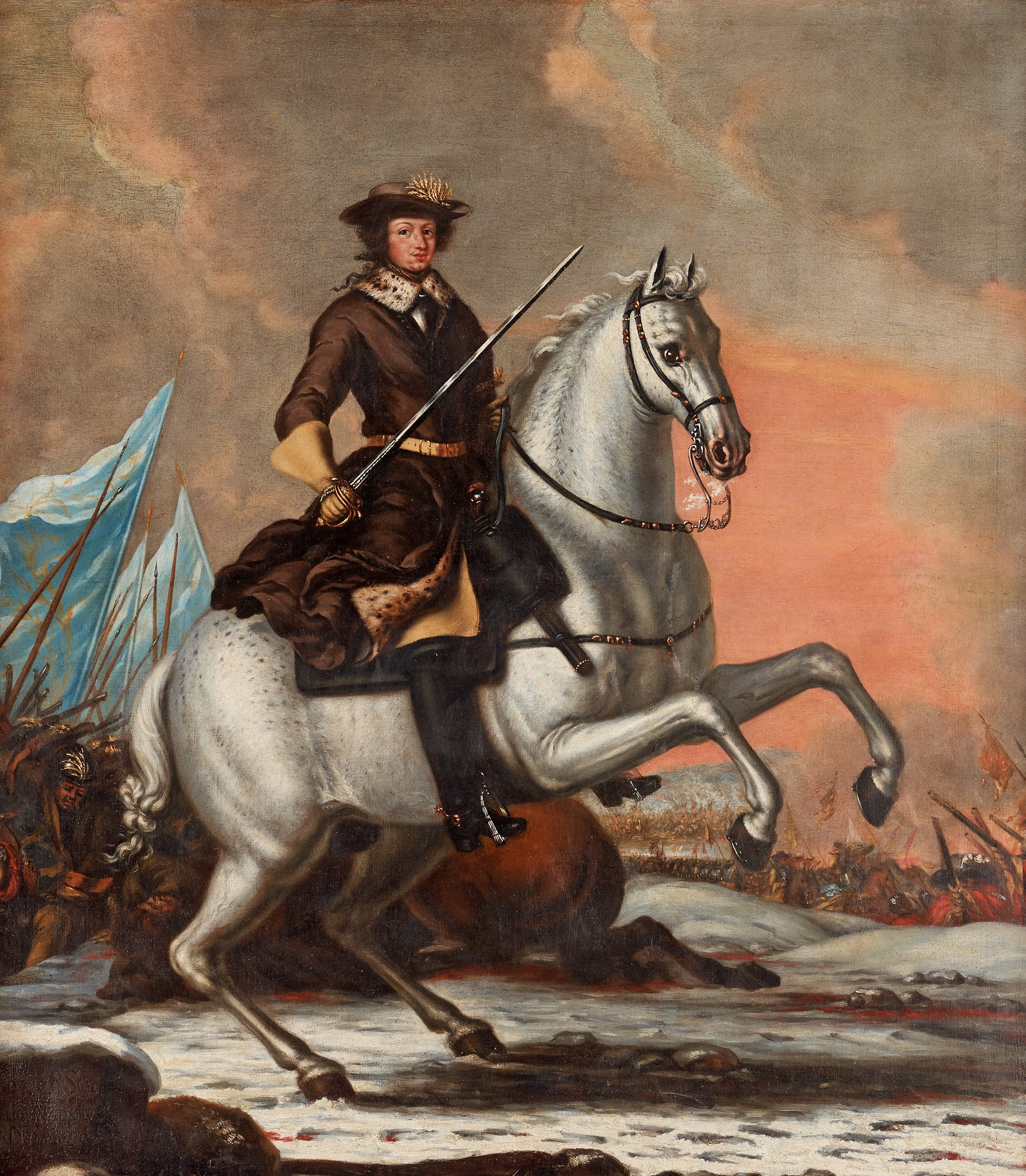
Rey Carlos XI.

Tras la guerra, el rey se convenció de que si Suecia deseaba mantener su estatus como gran potencia, necesitaba reformar de forma radicar su sistema financiero y delimitar el poder de la aristocracia. Carlos XI recurrió a la baja nobleza y a la burguesía como aliados para hacer frente a estas reformas. Como resultado, se produjo una revolución que convirtió al país en una monarquía semi-absoluta.
En el Riksdag de Estocolmo, en octubre de 1680, comenzó una nueva era en la Historia de Suecia. A petición del Tercer Estado, apareció sobre la mesa la cuestión de las tierras de la corona en manos de la aristocracia. Una resolución de la dieta obligaba que todos los condados, baronías, marquesados y otros dominios que produjeran una renta anual mayor a una cierta cantidad regresaran a manos de la Corona (Reduktion). En esa misma reunión se estableció que el rey no estaba sujeto a ninguna constitución, solo a la ley y a los estatutos; no estaba obligado tampoco a consultar el Consejo Privado, sino ser reconocido como señor y soberano. El nombre del Consejo Privado cambió de Riksråd (Consejo de Estado) a Kungligt råd (Consejo Real); un signo visible de que los consejeros dejaban de ser socios del rey, sino más bien sus sirvientes.
De este modo, Suecia se convertía en una monarquía absoluta, que incrementaba los derechos de la población en el parlamento para ser consultada sobre todos los asuntos importantes. El Riksdag, completamente eclipsado por la corona, se encargaba de poco más que registrar los títulos de los decretos reales durante el reinado de Carlos XI; pero continuó existiendo como parte esencial del gobierno. A pesar de las apariencias, esta transferencia de autoridad fue voluntaria. La población, confiando en el rey como su aliado, le respetaban y colaboraban con él. El Riksdag de 1682 concedió poderes de asignación y abolición de fiefs por parte del rey, haciéndole dueño temporal de estas propiedades. Este principio de autocracia se extiende a la autoridad legislativa del rey, desde que el 9 de diciembre de 1682, los cuatro estamentos confirmaron no solo los poderes legislativos del rey, sino el derecho de interpretar y enmendar la ley común. 
La recuperación de las tierras de la Corona mantuvo a Carlos XI ocupado durante el resto de su vida. Creó una comisión temporal, que fue finalmente convertida en un departamento de Estado permanente. Actuaba sobre el principio de que los terrenos privados podrían ser cuestionados, pues en algún momento habían pertenecido a la Corona. La tarea de defender sus derechos sobre la propiedad recaía sobre el dueño actual de la misma, no sobre la Corona.
Los ingresos obtenidos por la Corona tras la Reduktion son inestimables, aunque gracias a ellos, junto con una economía rígida y cuidadosa administración, Carlos XI redujo la deuda nacional en tres cuartas partes.
Carlos XI reorganizó el indelningsverk, un sistema militar que ligaba ejército y tierras. Derivaba del sistema antiguo, donde los militares poseedores de las tierras, en lugar de pagar una renta, estaban obligados a equipar y mantener un soldado de caballería y su montura. El knekthållare suministraba la infantería debidamente equipada. A los soldados se les asignaba propiedades, de las cuales vivían en tiempos de paz. Anteriormente existía un servicio militar obligatorio, pero se había mostrado inadecuado además de impopular, y fue abolido en 1682 por Carlos XI.
La flota fue remodelada por completo. Demostrada la ineficacia de Estocolmo como base naval en la guerra recién finalizada, se emprendió la construcción de una nueva base en  Karlskrona. Tras diecisiete años de dificultades económicas, la empresa fue finalmente acabada. A la muerte de Carlos XI, la armada sueca comprendía 43 naves de línea de tres cubiertas, operados por 11 000 marinos y armados con 2 648 cañones, además de contar con uno de los mejores arsenales y astilleros del mundo.

## La Gran Guerra del Norte

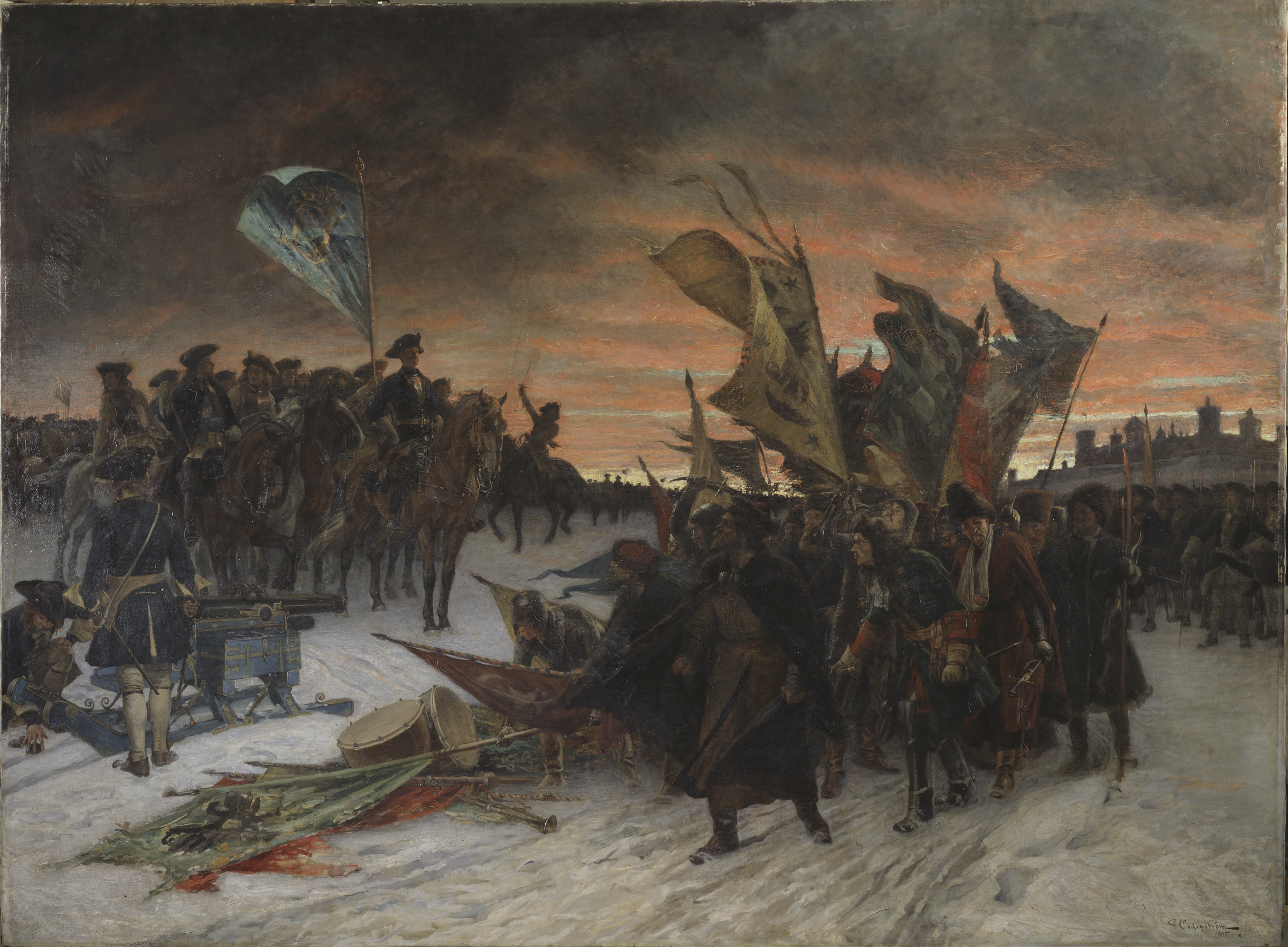
Victoria sueca en Narva, óleo de Gustaf Cederström, 1910.

Desde 1679, Carlos XI, hábil diplomático, defendió la política de Oxenstierna, consiguiendo mantener la paz y el equilibrio de fuerzas en Europa central, además de una posición estrictamente neutral.
A su muerte, el 5 de abril de 1697, su hijo Carlos XII ascendió al trono. Solo contaba con quince años.
Los viejos enemigos de Suecia, Reino de Dinamarca y Noruega, Sajonia y Rusia, viendo su oportunidad de resarcirse de viejas heridas mientras Suecia seguía gobernada por un rey joven e inexperto, le declararon la guerra en 1700.
Carlos XII hizo frente a cada amenaza individualmente. Tras asegurarse el apoyo de Inglaterra y Holanda, potencias marítimas que temían que Dinamarca-Noruega cerrara el acceso al Báltico, dirigió la primera campaña contra su primo Federico IV de Dinamarca. Este amenazaba los dominios de su cuñado, Federico IV de Holstein-Gottorp. 
Carlos XII embarcó un ejército de ocho mil soldados en una armada de cuarenta y tres navíos, invadió Selandia y obligó a los daneses a capitular. La Paz de Travendal, por la cual los daneses hubieron de indemnizar a Holstein, se firmó en agosto de 1700.
Derrotado el Reino de Dinamarca y Noruega, Carlos XII volvió su atención hacia sus otros dos poderosos vecinos: el rey Augusto II de Polonia, también primo suyo, y el zar Pedro el Grande de Rusia.
Rusia comenzó la guerra invadiendo Estonia y Livonia, a lo que Carlos XII respondió atacando la guarnición rusa en la batalla de Narva. Los diez mil hombres del ejército sueco se enfrentaban a un enemigo cuatro veces superior; sin embargo, Carlos XII aprovechó la ventisca para dividir el ejército ruso en dos. Llevados por el pánico, muchos rusos perecieron ahogados en el río Narva, de modo que las bajas ascendieron hasta alrededor de quince mil. Los suecos perdieron escasamente setecientos soldados en lo que representó una aplastante victoria para el Imperio sueco.

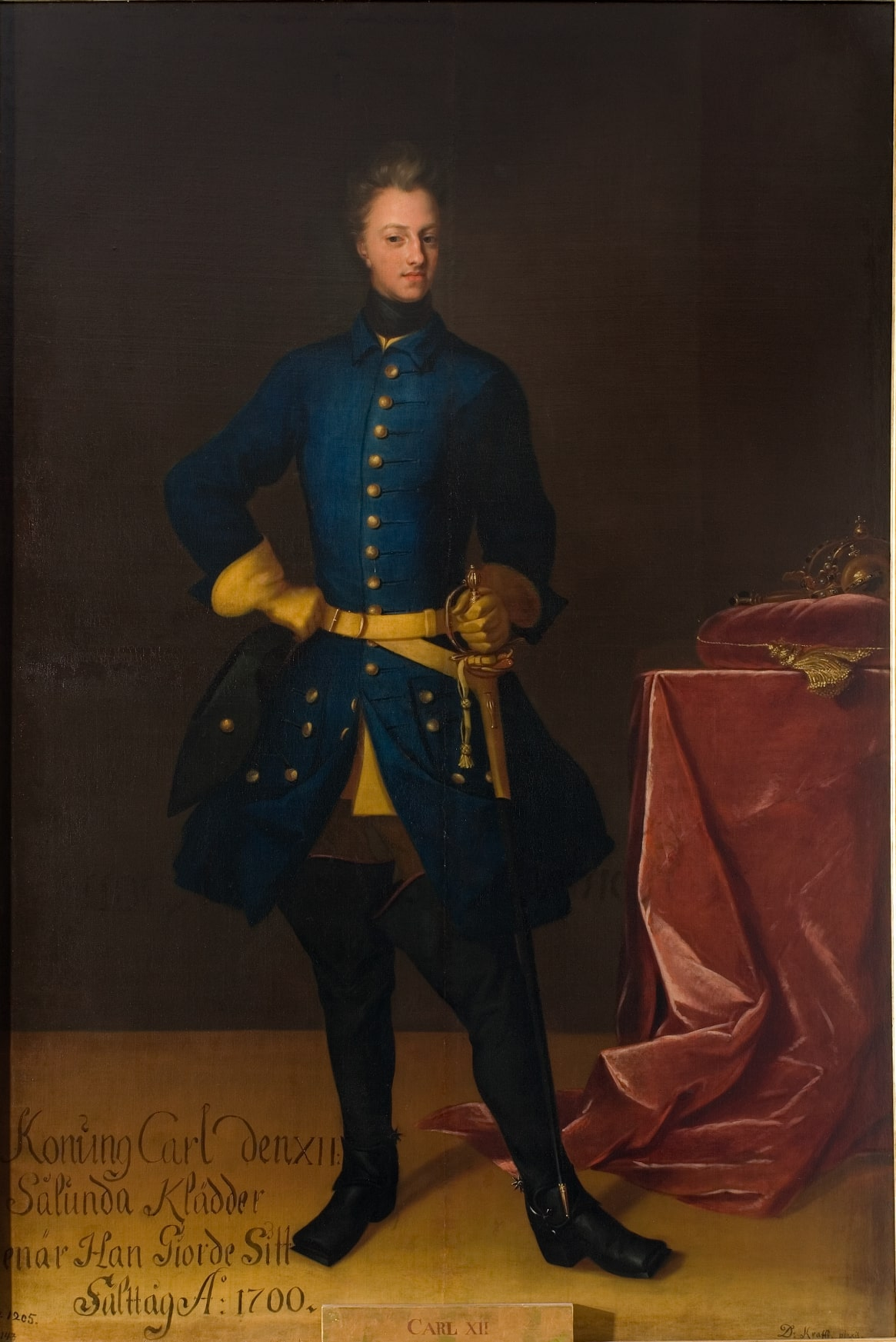
Carlos XII, 'Carolus Rex' de Suecia.

Sin embargo, en contra de la opinión de sus consejeros, Carlos XII permitió la retirada del ejército ruso, y se encaminó con su ejército hacia la República de las Dos Naciones, que se mantenía neutral. Ignorando las propuestas de negociación, derrotó al ejército polaco y a sus aliados sajones en la batalla de Kliszow. Tras conquistar varias ciudades de la Mancomunidad, depuso al rey Augusto e instauró en el trono a un títere: Estanislao I Leszczynski.
Mientras tanto, Pedro el Grande había finalizado la reforma del ejército, y el principal contingente ruso atacó de nuevo Livonia, fundando la ciudad de San Petersburgo. Carlos XII decidió acabar de una vez por todas con la guerra, atacando Moscú contando con la rebelión cosaca de Iván Stepánovich Mazeppa. 
La rebelión no adquirió las dimensiones esperadas, y un ejército de 3 000 cosacos al mando de Mazeppa fue aplastado por los rusos antes de entrar en contacto con el ejército de Carlos XII. Los suecos, poco acostumbrados al árido clima de Ucrania, sufrieron grandes bajas, en las que influyeron los partisanos rusos, mientras el apoyo polaco se veía disminuido por los problemas internos que debía afrontar Estanislao Leszczynski.
Enfermo y con un tercio de su ejército muerto, Carlos XII fue derrotado por el ejército del zar en la batalla de Poltava, debiendo de huir al Imperio otomano. Con su rey a miles de kilómetros de distancia, Suecia se vio incapaz de resistir las incursiones rusas en Finlandia.
Siete años más tarde, Carlos XII regresó a Suecia y comenzó una nueva guerra contra Noruega. Murió de un disparo de mosquete en 1718.

## El tratado de Nystad y la caída del Imperio

Tratados del. En azul se aprecian las pérdidas suecas tras la Paz de Nystad.

A la muerte de Carlos XII, el país se encontraba endeudado tras dieciocho años de guerra ininterrumpida. 
Al no dejar Carlos XII descendencia, se desató una lucha política por la sucesión entre Ulrica Leonor de Suecia y su sobrino, Carlos Federico de Holstein-Gottorp. Gracias a las gestiones de su marido, Federico, generalísimo de los ejércitos suecos, Ulrica fue elegida reina el 23 de enero coronada el 17 de marzo de 1719.
El 24 de marzo de 1720 la reina abdicó en su marido, que se convirtió en Federico I de Suecia. Por los Tratados de Estocolmo se concluyó la cesión de Bremen-Verden a Hannover y una parte de la Pomerania Sueca a Prusia. Federico I intentaba ganarse a estos tres países con el objetivo de establecer una alianza contra el zar Pedro el Grande.
Sin embargo, sus gestiones no fueron suficientes para detener la ofensiva rusa en Finlandia, y en 1721 se vio obligado a firmar el Tratado de Nystad. Suecia perdía Livonia, Estonia, Ingria y una parte de Carelia en beneficio del Imperio ruso. A partir de entonces, la hegemonía del Báltico sería ejercida por el gigante ruso. Con el tratado, Suecia perdió su estatus de gran potencia e imperio.